# Jaguas (Gurabo)
Jaguas es un barrio ubicado en el municipio de Gurabo en el estado libre asociado de Puerto Rico. En el Censo de 2010 tenía una población de 2083 habitantes y una densidad poblacional de 260,95 personas por km².

## Geografía
Jaguas se encuentra ubicado en las coordenadas 18°17′25″N 66°0′37″O / 18.29028, -66.01028. Según la Oficina del Censo de los Estados Unidos, Jaguas tiene una superficie total de 7.98 km², de la cual 7.46 km² corresponden a tierra firme y (6.52%) 0.52 km² es agua.

## Demografía
Según el censo de 2010, había 2083 personas residiendo en Jaguas. La densidad de población era de 260,95 hab./km². De los 2083 habitantes, Jaguas estaba compuesto por el 70.04% blancos, el 18.39% eran afroamericanos, el 0.43% eran amerindios, el 0.05% eran asiáticos, el 3.84% eran de otras razas y el 7.25% pertenecían a dos o más razas. Del total de la población el 99.71% eran hispanos o latinos de cualquier raza.